# Helmer Hanssen
Helmer Julius Hanssen (24. september 1870 – 2. august 1956) var en norsk polarforsker og en af de første fem, der nåede Sydpolen på Roald Amundsens ekspedition i 1911.
Hanssens baggrund for at deltage i Amundsens ekspeditioner var, at han havde drevet sælfangst i havene omkring Spitsbergen og derfor var vant til at sejle i isfyldt hav. Han havde også været med på den svensk-russiske meridianbue-ekspedition 1899–1902, ligesom han var med på Amundsens ekspedition, der i 1903–05 som de første sejlede gennem Nordvestpassagen. Undervejs på denne ekspedition lærte Helmer Hanssen af inuitterne, hvordan man kører med hundeslæde.
I 1910 drog Amundsen sammen med Helmer Hanssen, Olav Bjaaland, Sverre Hassel og Oscar Wisting af sted mod Sydpolen. Hanssens kompetencer i den forbindelse var hans dygtighed til at køre med hundeslæde samt til navigering. På slædeturen over isen befandt det vigtigste af ekspeditionens kompasser sig på hans slæde, der var specielt fremstillet, så den ikke indeholdt stål, der måske kunne påvirke kompasset.
Gruppen nåede Sydpolen 14. december 1911. Da Amundsen ville være helt sikker på, at det var det rigtige sted, de havde nået, foretog gruppen mange målinger. Blandt andet blev Hanssen sendt ud for at indkredse selve polpunktet. På denne tur er det senere beregnet, at Hanssen var så tæt på det korrekte polpunkt som 60 m.
På en ny ekspedition i 1918–20 var Helmer Hanssen kaptajn på skibet Maud, som igen med Roald Amundsen i spidsen undersøgte Nordvestpassagen. Undervejs blev Amundsen og Hanssens forhold dårligt, og da ekspeditionen nåede Nome i Alaska blev Hanssen sammen med flere andre besætningsmedlemmer afskediget. Hanssen måtte tage arbejde i Nome for at få råd til at rejse hjem igen.
Det blev dog ikke den sidste polarekspedition, Helmer Hanssen deltog i. I 1924 var han hundefører på en engelsk ekspedition til Svalbard, og senere krydsede han Nordaustlandet, den næststørste af øerne i Svalbard. Han var senere på en tysk ekspedition til Svalbard og Grønland. Da han omsider slog sig til ro i hjemlandet, ernærede han sig som skibskontrollør i Tromsø, til han blev pensioneret i 1940.
For sine bedrifter modtog han flere norske hædersbevisninger. Han blev ridder af Sankt Olavs Orden i 1906 og modtog Fram-medaljen og Sydpolsmedaljen.